# Rediu Galian, Vaslui
Rediu Galian este un sat în comuna Codăești din județul Vaslui, Moldova, România.
 Acest articol despre o localitate din județul Vaslui este deocamdată un ciot. Puteți ajuta Wikipedia prin completarea lui.